# Nora Zehetner
Nora Zehetner (El Paso, 5 febbraio 1981) è un'attrice statunitense.

## Biografia
A 14 anni va a vivere con i genitori a Dallas, dove frequenta la "McKinney High School". A 18 anni si trasferisce a Los Angeles e inizia la sua ascesa da attrice. Ha partecipato a svariate serie televisive, ma il telefilm che l'ha resa popolare è stato Everwood. La rivista statunitense People nel maggio del 2007 l'ha scelta come una delle 100 ragazze più belle al mondo.

## Filmografia

### Cinema
- Tart - Sesso, droga e... college (Tart), regia di Christina Wayne (2001)
- American Pie 2, regia di J.B. Rogers (2002)
- R.S.V.P., regia di Mark Anthony Galluzzo (2002)
- May, regia di Lucky McKee (2002)
- The Burning Land, regia di Mikhail Ptashuk (2003)
- Brick - Dose mortale (Brick), regia di Rian Johnson (2005)
- The Adventures of Big Handsome Guy and His Little Friend, regia di Jason Winer (2005) - cortometraggio
- Conversations with Other Women, regia di Hans Canosa (2005)
- Fifty Pills, regia di Theo Avgerinos (2006)
- Beneath, regia di Dagen Merrill (2007)
- Remarkable Power, regia di Brandon Beckner (2008)
- The Brothers Bloom, regia di Rian Johnson (2008)
- Spooner, regia di Drake Doremus (2009)
- Jerry, regia di John Killoran (2009) - cortometraggio
- Imperial Dreams, regia di Malik Vitthal (2014)
- The Hitchhiker, regia di Alexander Harrison Jacobs (2014) - cortometraggio
- Danny and the Wild Bunch, regia di Robert Rugan (2014) - cortometraggio
- Home Is Where Your Heart Aches, regia di Julien Levy (2014) - cortometraggio
- Creative Control, regia di Benjamin Dickinson (2015)

### Televisione
- Una mamma per amica (Gilmore Girls) - serie TV, 1 episodio (2000)
- An American Town, regia di Rob Schmidt - film TV (2001)
- Going to California – serie TV, 1 episodio (2001)
- Off Centre – serie TV, 1 episodio (2002)
- She Spies – serie TV, 1 episodio (2002)
- Punto d'origine (Point of Origin), regia di Newton Thomas Sigel - film TV (2002)
- Everwood – serie TV, 12 episodi (2003-2004)
- Masters of Horror – serie TV, 1 episodio (2006)
- Princess - Alla ricerca del vero amore (Princess), regia di Mark Rosman - film TV (2008)
- Heroes – serie TV, 9 episodi (2006-2009)
- Southland – serie TV, 1 episodio (2010)
- Grey's Anatomy – serie TV, 10 episodi (2009-2010)
- Mad Men – serie TV, 2 episodi (2010)
- Common Law – serie TV, 2 episodi (2012)
- Grimm - serie TV, 1 episodio (2013)
- Warehouse 13 - serie TV, 1 episodio (2013)
- Maron - serie TV, 5 episodi (2013-2014)
- The Astronaut Wives Club - serie TV, 3 episodi (2015)
- Agents of S.H.I.E.L.D. - serie TV (2020)
- The Right Stuff - Uomini veri (The Right Stuff) – serie TV, 8 episodi (2020-in corso)

## Doppiatrici italiane
Nelle versioni in italiano delle opere in cui ha recitato, Nora Zehetner è stata doppiata da:
- Francesca Manicone in Tart - Sesso, droga e... college, Brick - Dose mortale
- Federica De Bortoli in Everwood
- Paola Majano in Heroes
- Letizia Scifoni in Mad Men